# Archytas aurifrons
Archytas aurifrons är en tvåvingeart som först beskrevs av Townsend 1917.  Archytas aurifrons ingår i släktet Archytas och familjen parasitflugor. Inga underarter finns listade i Catalogue of Life.